# Mlati (Kedungpring)
Mlati is een bestuurslaag in het regentschap Lamongan van de provincie Oost-Java, Indonesië. Mlati telt 1102 inwoners (volkstelling 2010).